# Randy Nteka
Randy Nteka (Parigi, 6 dicembre 1997) è un calciatore francese naturalizzato angolano, centrocampista del Rayo Vallecano e della nazionale angolana.

## Carriera

### Club
Cresciuto nel settore giovanile del Linas-Montlhéry, nel 2016 viene ingaggiato dal Betis San Isidro, con cui gioca per una stagione nei campionati regionali spagnoli. Nel 2017 viene acquistato dal Fuenlabrada, all'epoca militante in Segunda División B, con cui ha ottenuto la promozione in seconda divisione nel 2019, esordendo, sempre nello stesso anno, fra i professionisti. Il 28 luglio 2021 si trasferisce al Rayo Vallecano, firmando un contratto quinquennale. Il 31 gennaio 2023 passa in prestito all'Elche per l'intera durata della stagione.

### Nazionale
Nel 2024 ha esordito in nazionale.

## Statistiche

### Presenze e reti nei club
Statistiche aggiornate al 17 giugno 2023.
| Stagione           | Squadra            | Campionato         | Campionato | Campionato | Coppe nazionali | Coppe nazionali | Coppe nazionali | Coppe continentali | Coppe continentali | Coppe continentali | Altre coppe | Altre coppe | Altre coppe | Totale | Totale |
| Stagione           | Squadra            | Comp               | Pres       | Reti       | Comp            | Pres            | Reti            | Comp               | Pres               | Reti               | Comp        | Pres        | Reti        | Pres   | Reti   |
| ------------------ | ------------------ | ------------------ | ---------- | ---------- | --------------- | --------------- | --------------- | ------------------ | ------------------ | ------------------ | ----------- | ----------- | ----------- | ------ | ------ |
| 2017-2018          | Fuenlabrada        | SDB                | 21         | 3          | CR              | 0               | 0               |                    | -                  | -                  |             | -           | -           | 21     | 3      |
| 2018-2019          | Fuenlabrada        | SDB                | 38         | 8          | CR              | 2               | 1               |                    | -                  | -                  |             | -           | -           | 40     | 9      |
| 2019-2020          | Fuenlabrada        | SD                 | 38         | 4          | CR              | 2               | 0               |                    | -                  | -                  |             | -           | -           | 40     | 4      |
| 2020-2021          | Fuenlabrada        | SD                 | 38         | 8          | CR              | 2               | 0               |                    | -                  | -                  |             | -           | -           | 40     | 8      |
| Totale Fuenlabrada | Totale Fuenlabrada | Totale Fuenlabrada | 135        | 23         |                 | 6               | 1               |                    | -                  | -                  |             | -           | -           | 141    | 24     |
| 2021-2022          | Rayo Vallecano     | PD                 | 34         | 3          | CR              | 5               | 0               |                    | -                  | -                  |             | -           | -           | 39     | 3      |
| 2022-gen. 2023     | Rayo Vallecano     | PD                 | 10         | 0          | CR              | 2               | 0               |                    | -                  | -                  |             | -           | -           | 12     | 0      |
| gen.-giu. 2023     | Elche              | PD                 | 14         | 0          | CR              | 0               | 0               |                    | -                  | -                  |             | -           | -           | 14     | 0      |
| 2023-2024          | Rayo Vallecano     | PD                 | 1          | 1          | CR              | 0               | 0               |                    | -                  | -                  |             | -           | -           | 1      | 1      |
| Totale carriera    | Totale carriera    | Totale carriera    | 194        | 27         |                 | 13              | 1               |                    | -                  | -                  |             | -           | -           | 207    | 28     |

## Palmarès

### Club

#### Competizioni nazionali
- Segunda División B: 1

Fuenlabrada: 2018-2019